# کارن سیلاز
کارن سیلاز (انگلیسی: Karen Sillas؛ زادهٔ ۵ ژوئن ۱۹۶۳) هنرپیشه، بازیگر تئاتر، بازیگر تلویزیون، و بازیگر سینما اهل ایالات متحده آمریکا است.
از فیلم‌ها یا برنامه‌های تلویزیونی که وی در آن نقش داشته‌است می‌توان به مردان ساده، اعتماد، و ند رایفل اشاره کرد.